# 富永聡
富永 聡（とみなが あきら、1978年1月24日 - ）は、株式会社うりんぼ所属の作曲家・編曲家。

## 来歴
3歳よりヴァイオリンを始め、12歳でメソードのヨーロッパツアーに参加。各国の教会でアンサンブルを経験。
2001年、ワタナベノブタカのプロデュースでバンドデビュー。解散後、数年のブランクを経て、作曲家活動を開始する。
CM、WEBコンテンツへ数多く楽曲を提供する一方で劇伴やノイズ、アンビエンスを用いた特殊な楽曲制作も得意とする。
作風はポップで可愛らしいがどこか一癖あるような楽曲を得意としている。
2013年より赤い日ル女とポストノイズユニット「あうん」を結成。
PCを使わず、膨大なエフェクトペダルを駆使し独特な世界観を作り出している。

## 2007年
- 小松空港 BGM　VP
- 松下ラムダッシュ海外TVCM楽曲　TVCM
- サンモール　35周年セールTVCM楽曲　TVCM
- サンモール　クリスマスセールTVCM楽曲　TVCM

## 2008年
- サンモール　お正月セールTVCM楽曲　TVCM
- 三菱uniアニメーション楽曲　flashアニメ
- ロンドン観光局webサイトBGM制作　web
- ティンバーランド キャンペーンサイトBGM制作 web
- 三菱uniアニメーション楽曲　flashアニメ
- 日本ロシア青年交流事業　音楽制作　web、シネアド
- 宝山キャンペーンサイトBGM制作　web
- LUMINE　クリスマスキャンペーンサイトBGM制作　web

## 2009年
- ベネッセ　つたえあいシアター4月号　楽曲制作　DVD
- ベネッセ　つたえあいシアター8月号　楽曲制作　DVD
- タイ航空　TVCM楽曲　ジングル制作　web　TVCM
- カンコー学生服　TVCM楽曲　TVCM
- 光村図書出版　BGM制作　web
- icepan　webBGM制作　web

## 2010年
- AXE　VP BGM制作
- GAP KIDS キャンペーンサイトメイキングBGM制作 web
- DoCoMo　キャンペーンサイト音楽制作　web
- JICA　海外青年協力隊　TVCM楽曲　web　TVCM
- 大丸・松坂屋　さくらパンダ　おねだりダンス作曲　web
- Canon IXUS　海外TVCM楽曲　TVCM
- MIZUNO　海外CM楽曲
- メディパル　サウンドロゴ制作
- デニーズ　キャンペーンシネアドBGM制作　シネアド

## 2011年
- ソニーリクルート　webムービーBGM制作　web
- FIFAワールドカップ　サラウンドサウンドステッカー　DVD
- 森永ビヒダス　VPBGM制作
- meetclock　ムービーBGM制作　web 東京インタラクティブアドアワード2011 Google Innovative 広告部門入賞
- SONY PlayMemories　ムービーBGM制作　web
- FindDog　ムービーBGM制作
- 大丸・松坂屋　パンダサミット楽曲制作　web
- LG　CM楽曲制作　web
- Microsoft　Office　VPBGM制作
- 大丸・松坂屋　よざくらパンダテーマ曲作曲

## 2012年
- ロックウール工業会　PV楽曲制作
- ブリタ　CI　VPBGM制作
- いいね金沢　「金沢色」BGM制作　大賞受賞作
- 大丸・松坂屋　SakuraPanda500%　作曲　TVCM　web
- リアルいいね　ムービーBGM制作　web
- ヒューネル TVCM CI制作
- honto ジングル
- canon IXY TVCM ベトナム ON AIR
- クレーンキング ロゴCI
- パナソニック ラムダッシュ 音楽制作
- 金沢ふるさとCM 音楽制作
- タカラれ〜べ SoundEffect
- 玉田工業 アクアインピット 音楽制作 アニメーション 古川タク
- NTT 都市開発ウェリスタワー愛宕虎ノ門 音楽制作
- 短編映画「彼」音楽担当 監督 猪浦直樹

## 2013年
- 短編映画「はなれゆび」 音楽担当 監督 金子ありさ
- ブリタ CI制作
- E-mobile 店頭VP音楽制作
- SONY vaio PV 音楽制作
- SONY Neo tank PV 音楽制作
- ANA 機内CM 音楽制作

## 2014年
- ベネッセ こどもちゃれんじ楽曲制作
- 理化学研究所 PV 楽曲制作
- BSジャパン スポットCM 音楽制作
- 第一三共 Bridge 音楽制作
- ベネッセ こどもちゃれんじ マナー忍者テーマ楽曲制作
- セサミンEX 楽曲制作

## 2015年
- BS朝日 コーポレートサウンドロゴ制作
- SoftBank 選べるかんたん動画音楽制作
- アイリスオーヤマ PM2.5小型クリーナーTVCM音楽制作
- アイリスオーヤマ ガードマスクTVCM音楽制作
- マイクロソフト タブレンジャー CM音楽制作
- SONY サウンドバー 音楽制作
- ベネッセ こどもちゃれんじ おにぎり忍者テーマ曲作曲
- YAMAHA 鼓動 CM音楽制作
- アイリスオーヤマ 美フィットマスク TVCM音楽制作
- UCカード ラジオCMサウンドロゴ制作

## 2016年
- アイリスオーヤマ スティッククリーナーTVCM音楽制作
- アイリスオーヤマ echohilux TVCM音楽制作
- SONY socialife webCM音楽制作
- CP+ SONYブース オープニングムービー音楽制作
- アイリスオーヤマ モコモコ泡スプレー 楽曲アレンジ
- 日本郵便 年賀状促進ムービー音楽制作
- Googlo Japan CaseStudy Creative webCM音楽制作
- 24/7workout webCM音楽制作
- アイリスオーヤマ 超ふとんクリーナーTVCM音楽制作
- こどもちゃれんじ ぽけっと コーナー音楽制作
- コマツリフト webCM音楽制作
- 第一三共 サインバルタ webムービー音楽制作
- アイリスオーヤマ 乾燥機カラリエTVCM音楽制作
- Google 京都編 web音楽制作

## 2017年
- ミズベリング webムービー音楽制作
- 消防センター webムービー音楽制作
- 3Dパプティクス音楽制作
- Panasonic 100周年イベント用映像 音楽制作
- こどもちゃれんじ　ほっぷ コンテンツ音楽制作
- サンヨー食品 ちゅるりんランド 音楽制作
- ANA cargo 音楽制作
- 理想科学工業 webCM 音楽制作
- 日産LEAF ラジオCM 音楽制作
- トランテックス 会社案内映像 音楽制作
- オカ株式会社 ピタプラス webCM 店頭PV 音楽制作 ナレーション

## 2018年
- ライト工業VRメニュー画面音楽制作
- 石川漁港 乗船会告知動画音楽制作
- OCS webムービー音楽制作 ナレーション
- ANA Cargo PV音楽制作
- オカ株式会社 ベジマジサウンドロゴ制作
- Qurio Smart Lock PV 音楽制作
- ベネッセ Amazonビデオ えいごで遊ぼう ep6〜12音楽制作
- 石川可鍛製鉄 音楽制作
- VRコンテンツ三宅島音楽制作
- Netflix BirdBoxイベント 見ない観光 音楽 音効制作
- 宮崎プロジェクションマッピング2019オープニング音楽制作

## 2019年
- METACITY サウンドロゴ作成
- VRコンテンツ メニュー画面音楽制作
- 全日本空輸「PLANET」音楽制作
- amnimo モーションロゴ サウンドロゴ制作
- トランテックス TVCM 音楽制作
- 防災科学研究所 音楽制作
- EPSON 東北工場 PR 音楽制作
- HITACHI Ceatec　音楽制作
- ベネッセ 花王 メリットシャンプーアニメ 音楽制作

## 2020年
- 東京オートサロン2020 TRDxModellista BGM制作
- ライト工業 VR映像用 音楽制作
- 富士通 富岳 プロジェクションマッピング BGM制作
- 学研 学研教室 CM 音楽制作
- ステラーラ 音楽制作
- 恩送り PV 音楽制作

## 2021年
- ANA Cargo 音楽制作
- 富士通 富岳 プロジェクションマッピング 2021 BGM制作
- ノバルティス VISION 100 SE制作
- Mountain and Water 音楽制作

## 2022年
- jeki 受験応援アニメ池袋サイネージ SE制作
- EPSON グローバルコンペティション2022 音楽制作
- 東武グループ TOBU Point CM SE制作
- レック ふわるんマスク CM SE制作
- グーネット ブランドCM SE制作
- ベネッセ ロート製薬 しまじろうアニメ 音楽制作
- サンモール 創業祭 音楽制作
- アイリスオーヤマ CM SE制作
- Mountain and Water 2022 音楽制作
- ベネッセ 体験コンテンツ 音楽制作
- タマガワエーザイ フィッティ CM SE制作
- クロスチーム オープニング音楽制作
- にっぽん農紀行 ふるさとに生きる 長崎編 音楽制作
- Good Speed CM SE制作

## 2023年
- ベネッセ ミスタードーナツ コンテンツ用音楽制作
- ガリバー CM SE制作
- ハクキンカイロ 100周年記念 100年の歩み 音楽制作
- 土矢兼久 ひとり芝居 おとこのはなし オープニング音楽制作
- JR東日本 ラジオCM SE制作
- SEIKO Prospex Speedtimer PV 音楽制作
- maxell CM 2023 SE制作
- SEIKO Prospex Marinemaster PV 音楽制作

## 作編曲家としての作品
- hy4_4yh関連のアレンジ

- 石丸電気のうた
- POWER RECORD
- U☆CHU
- We?OT (Re ARRANGE ver.)
- 44BEAT
- GOOD YER YA_AY’S
- ファイトの子
- らんらん♪ビート
- 冒険ラプソディー
- MUSIC MASTER

## 入賞歴
- meetclock　ムービーBGM制作　web 東京インタラクティブアドアワード2011 Google Innovative 広告部門入賞
- いいね金沢　「金沢色」BGM制作　大賞受賞作
- hy4_4yh ハイパーヨー盤4 第5回CDショップ大賞 第1次ノミネート
- 荘厳とPOP PUBGモバイル音楽コンテスト入賞